# Jock Hobbs
Michael James Bowie Hobbs, detto Jock (Christchurch, 15 febbraio 1960 – Wellington, 13 marzo 2012), è stato un rugbista a 15, dirigente d'azienda e dirigente sportivo neozelandese, terza linea ala della provincia rugbistica di Canterbury e internazionale negli All Blacks, dei quali è stato anche capitano..
Da dirigente è stato presidente della New Zealand Rugby Union alla quale riuscì a fare assegnare l'organizzazione della Coppa del Mondo di rugby 2011.
Morì nel 2012 a causa di una leucemia.